# Oxyrhachis laterula
Oxyrhachis laterula är en insektsart som beskrevs av Boulard 1979. Oxyrhachis laterula ingår i släktet Oxyrhachis och familjen hornstritar. Inga underarter finns listade i Catalogue of Life.